# Zoltán (Kovászna megye)
Zoltán (románul: Zoltan): Étfalvazoltán településrésze a mai Romániában Kovászna megyében.

## Fekvése
Az Olt jobb partján, Sepsiszentgyörgytől 7 km-re északra fekszik. Ma Étfalvazoltán részét képezi, mellyel a 20. század elején egyesült.

## Története
1353-ban Zoltán néven említik először. Református temploma 1792-ben épült. A Benkő-Zágoni udvarház 1832-ben épült. Jelenleg Zágoni László leszármazottainak a tulajdonában van. 1869-ben 167 lakosa volt. A trianoni békeszerződésig Háromszék vármegye Sepsi járásához tartozott.
A faluban a Czirjék család számos neves személyisége született.